# Im tiefen Tal der Superbabes
Im tiefen Tal der Superbabes (Originaltitel: Deep in the Valley) ist eine US-amerikanische Filmkomödie aus dem Jahr 2009 von Regisseur Christian Forte.

## Handlung
Lester ist Verkäufer in einem Supermarkt und Carl will die Stelle bei seinem zukünftigen Schwiegervater kündigen, um einen besseren Job anzutreten. Am Abend teilt Carl dies seiner zukünftigen Frau mit, die ihn dazu drängt, den Job zu behalten. Mit dieser Information begibt sich Carl zu Lester, der eine Videokabine von Pornokönig Diamond Jim gewonnen hat. Er überredet seinen Freund Carl, gemeinsam mit ihm einen Pornofilm anzusehen. Während dieser abgespielt wird, werden beide in eine Parallelwelt transportiert und befinden sich selbst im Film. In der Stadt werden sie vom Polizisten Rod Cannon und seiner Gehilfin verhaftet. Carl und Lester gelingt die Flucht aus dem Gefängnis, und sie erreichen das Anwesen von Autumn Bliss, wo sie sich vor Cannon verstecken können. Auf der weiteren Flucht geraten sie immer wieder zur Zielscheibe und lernen spärlich bekleidete Damen kennen. Carl und Bambi verlieben sich. Als Carl ihr seine Liebe gesteht, wird er wieder in die Realwelt transportiert. Lester erfährt, dass Diamond Jim sein Vater ist und Liebe den Zeitsprung auslöst. Er bleibt in der Pornofilmwelt und tritt in die Fußstapfen seines Vaters. Carl wird in der Zwischenzeit von seiner zukünftigen Frau gefunden und ein weiteres Mal nieder gemacht, da er das Probeessen mit ihren Eltern verpasst hat. Er beendet die Beziehung und wird am gleichen Tag von Bambi überrascht, die ebenfalls einen Zeitsprung ausgelöst hat.

## Produktion
Im tiefen Tal der Superbabes wurde von der Filmproduktionsgesellschaft Persistent Entertainment hergestellt und in Deutschland von Sunfilm Entertainment vertrieben. Der Film wurde in Los Angeles, Kalifornia gedreht. Die Filmaufnahmen wurde in einem Seitenverhältnis von 2.35:1 aufgenommen.

### Home Entertainment
Neben Filmtrailern beinhaltet die deutsche DVD und Blu-ray ein 13-minütiges Making-of. In den USA wurde der Film in zwei Versionen, DVD–R-Rated und Unrated veröffentlicht. Dabei wurde auf der "ungeprüften" Version ein „Naked Commentary“ als Extra eingebunden.

### Veröffentlichung
Im tiefen Tal der Superbabes wurde am 22. Juli 2009 in Frankreich veröffentlicht. Einen Monat später, am 28. August 2009 in Deutschland. Im Oktober 2009 erschien die Filmkomödie auf dem US-amerikanischen Markt. Seit dem 10. September 2010 kann der Film in Deutschland als Blu-ray gekauft werden.

## Kritiken
„Der Titel erinnert an Russ Meyers Riesentittenhit ‘Im tiefen Tal der Superhexen’ (1979), bietet aber kaum mehr als flache Sexgags, kreischende Babes und Feuchte-Flecken-Zoten. … Porno-Verulke als geistige Erektionsstörung.“

„Zwei Freunde sehnen sich nach ihren (Sex-)Traumfrauen. Mittels einer geheimnisvollen Videokabine stolpern sie in eine Parallelwelt, wo all ihre Träume wahr werden, doch der Lustgewinn hat seinen Preis. Versuch einer Parodie auf das amerikanische Sexfilm-Geschäft, der sich in platten Gags und Witzen erschöpft. Eine Busenparade mit weitgehend pubertärer Gesinnung.“

„Da der Film eine FSK 16 Freigabe erhalten hat, gibt es außer nackten Brüsten, verbalen Tiefschlägen, Damencatchen, Lack und Leder nichts Verwerfliches zu sehen. Der Film wurde solide umgesetzt und wirkt an keiner Stelle billig produziert, Längen kommen bei dem Feuerwerk an Gags nicht auf. Fazit: Ein Film wie ein feuchter Männertraum.“